# José Eduardo Agualusa
José Eduardo Agualusa Alves da Cunha (Huambo, 1960. december 13. –) portugál és brazil származású angolai újságíró és író. Portugáliában, Lisszabonban tanult agronómiát és erdőművelést. Jelenleg Mozambik szigetén él, íróként és újságíróként dolgozik. A szigeten egy nyilvános könyvtár létrehozásán is dolgozik.

## Írói pályája
Agualusa túlnyomórészt anyanyelvén, portugálul ír. Könyveit huszonöt nyelvre fordították le, a legtöbbet angolra Daniel Hahn fordító, gyakori munkatársa. Írásainak nagy része Angola történelmével foglalkozik.
Az Esős évszak (Estação das Chuvas, 1996) életrajzi regény Lidia do Carmo Ferreiráról, az 1992-ben Luandában rejtélyes módon eltűnt angolai költőről és történészről.
A Kreol (Nação Crioula, 1997) a fiktív portugál kalandor, Carlos Fradique Mendes (a 19. századi portugál író, Eça de Queiroz alkotása) és Ana Olímpia de Caminha, egykori rabszolga, aki Angola egyik leggazdagabb embere lett, titkos szerelmének történetét meséli el.
A múltkereskedő (O Vendedor de Passados, 2004) a Gods and Soldiers: The Penguin Anthology of Contemporary African Writing című kötetben jelent 2009-ben. Az eredeti portugál cím helyett Agualusa és Hahn kölcsönösen megegyeztek abban, hogy angolul The Book of Chameleons (Kaméleonok könyve) lesz a címe – ez a cím annyira tetszett Agualusának, hogy portugálul átvette egy későbbi, még le nem fordított novelláskötethez: O Livro dos Camaleőes.
A felejtés általános elmélete (Teoria Geral do Esquecimento, 2012) Angola történetét meséli el egy Ludo nevű nő szemszögéből, aki három évtizedre elbarikádozza magát luandai lakásában – az ország függetlenné válását megelőző naptól kezdve.
Az angol nyelvű irodalmi körökben némi sikert aratott, leginkább az A General Theory of Oblivion című művével. Ez a 2012-ben írt és 2015-ben lefordított regénye 2016-ban a Man Booker Nemzetközi Díj jelöltjei közé került, 2017-ben pedig elnyerte a Nemzetközi Dublini Irodalmi Díjat.
Agualusa havonta ír a portugál LER magazinba, hetente pedig az O Globo című brazil lapba és a Rede Angola című angolai portálra. Az RDP África csatornán az afrikai zenéről és költészetről szóló A Hora das Cigarras című rádióműsor házigazdája. 2006-ban Conceição Lopes és Fatima Otero társaságában elindította a Língua Geral brazil kiadót, amely kizárólag portugál nyelvű szerzőkkel foglalkozik.

## Kritika és értelmezés
Ana Mafalda Leite úgy jellemezte Agualusa munkásságát, hogy az néha „kapcsolatot teremt a történelem és a fikció között, a múltbeli események beszámolója és annak leírása között, ami lehetséges lett volna”. A kritikus így folytatja: „A szerző megpróbálja... megragadni azt a pillanatot, amikor a történelem irodalommá válik, hogy bemutassa, hogyan kerül az irodalmi képzelet a fantasztikum és az élet egyfajta egyedi látásmódja révén a történelmi fölé.”. A szerző képességeit a következőképpen értékeli: „Agualusa nemcsak a szilárd történelmi kutatásról tesz tanúbizonyságot, hanem arról az irodalmi tehetségről is, amely életre kelti ezeket a karaktereket”.

## Bibliográfia

### Regények
- A Conjura (1989)
- Estação das Chuvas (1996). Rainy Season, trans. Daniel Hahn(wd) (2009).
- Nação Crioula (1997). Creole, trans. Daniel Hahn (2002).
- Um estranho em Goa ( 2000)
- O Ano em que Zumbi Tomou o Rio (2003)
- O Vendedor de Passados (2004). The Book of Chameleons, trans. Daniel Hahn (2007).[11][12]
- As Mulheres de Meu Pai (2007). My Father's Wives, trans. Daniel Hahn (2008).
- Barroco tropical (2009)
- Milagrário Pessoal (2010)
- Teoria Geral do Esquecimento (2012). A General Theory of Oblivion, trans. Daniel Hahn (2015).
- A educação sentimental dos pássaros (2012)
- A Vida no Céu (2013)
- A Rainha Ginga (2014)
- A sociedade dos sonhadores involuntários (2017). The Society of Reluctant Dreamers, trans. Daniel Hahn (2019).
- Os Vivos e os Outros (2020). The Living and the Rest, trans. Daniel Hahn (2023).

### Novellák és kisregények
- D. Nicolau Água-Rosada e outras estórias verdadeiras e inverosímeis (short stories, 1990)
- A feira dos assombrados (novella, 1992)
- Fronteiras Perdidas, contos para viajar (short stories, 1999)
- O Homem que Parecia um Domingo (short stories, 2002)
- Catálogo de Sombras (short stories, 2003)
- Manual Prático de Levitação (short stories, 2005). A Practical Guide to Levitation, trans. Daniel Hahn (2023).
- O Livro dos Camaleões (short stories, 2015).[13]

### Egyéb
- O coração dos bosques (poetry, 1991)
- Estranhões e Bizarrocos (juvenile literature, 2000)
- A Substância do Amor e Outras Crónicas (chronicles, 2000)
- Na rota das especiarias (guide, 2008)

Fernando Semedo újságíró kollégájával és Elza Rocha fotóművésszel együttműködve a lisszaboni afrikai közösségről szóló, Lisboa Africana (1993) című oknyomozó riportot is publikált. Agualusa Aquela Mulher című darabját Marília Gabriela brazil színésznő (rendező: Antônio Fagundes) 2008-ban a brazíliai São Paulóban, 2009-ben pedig Rio de Janeiróban adta elő. A Chovem amores na Rua do Matador című darabot Mia Couto mozambiki íróval közösen írta.

### Magyarul megjelent
- A múltkereskedő (O Vendedor de Passados) – L'Harmattan, Budapest, 2010 · ISBN 9789632362601 · Fordította: Keresztes Gáspár

## Fordítás
- Ez a szócikk részben vagy egészben  a   José Eduardo Agualusa című angol Wikipédia-szócikk fordításán alapul.  Az eredeti cikk szerkesztőit annak laptörténete sorolja fel. Ez a jelzés csupán a megfogalmazás eredetét és a szerzői jogokat jelzi, nem szolgál a cikkben szereplő információk forrásmegjelöléseként.